# Morne Pendu Ravine
Die Morne Pendu Ravine (auch: Morne Perdu Ravine) ist ein kurzer Fluss an der Südküste von Dominica im Parish Saint Patrick.

## Geographie
Die Morne Pendu Ravine entspringt am Fuß des Morne Vert, eines Südausläufers der Soufrière Ridge, bei Powell. Sie fließt nach Südosten und mündet bald darauf südlich des Bois d’Indie in den Atlantik (Martinique Channel).